# Endococcus pseudocyphellariae
Endococcus pseudocyphellariae är en lavart som beskrevs av Etayo 2008. Endococcus pseudocyphellariae ingår i släktet Endococcus, klassen Dothideomycetes, divisionen sporsäcksvampar och riket svampar.   Inga underarter finns listade i Catalogue of Life.